# Буй (град)
Буй (на руски: Буй) е град в Русия, административен център на Буйски район, Костромска област. Населението на града към 1 януари 2018 е 23 809 души.